# 井上盛夫
井上 盛夫（いのうえ もりお、1966年12月21日 - ）は、日本の実業家である。飲食店経営や総合プロデュース事業などを行うソルト・グループの創業者、CEO。日本ファインダイニング協会副会長。

## 経歴
- 1966年 - 兵庫県西宮市生まれ[1]。
- 立命館大学在学中から、喫茶店の共同経営、イベント企画・制作会社を共同で立ち上げるなど、企業活動を開始する[1][4]。
- 1990年 - 株式会社禅を設立、イベント企画制作の他、飲食店やビーチハウス経営を手掛ける[1]。
- 1997年 - 株式会社ちゃんと副社長に就任、店舗コンセプト企画や新店舗開設等を担当[1]。2002年、同社を退社[5]。
- 2002年 - ソルト・コンソーシアム株式会社を設立、飲食店や娯楽施設の運営、サービス業態の総合企画事業を手掛ける[1]。
- 2004年 - 大阪道頓堀商店街テーマパーク「道頓堀極楽商店街」設立に携わる[5]。
- 2015年 - イギリス・ロンドンにレストラン「engawa」を開店[6]。
- 2018年 - 青山一丁目駅前の青山ビルヂングに開店した「青山一番街」を総合プロデュース[7]。
- 2020年 - 広尾駅前の新施設「EAT PLAY WORKS」をプロデュース[8][9]。

## 人物
- 日本の優れた本質を「他者を察するアナログな心遣い」と捉え、経営するソルト・グループのあるべき姿として「ウルトラアナログ集団」を標榜している[10][11]。